# Ship’rect
Ship’rect («Крблкрушение») — 19 серия второго сезона американского мультсериала «Шоу Кливленда». Премьерный показ должен был состояться 14 марта 2010 года на канале FOX, но по неизвестным причинам вместо него был показан один из эпизодов мультсериала «Симпсоны». По следующей информации, премьерный показ эпизода должен был состоятся 13 мая 2010 года в Новой Зеландии на канале C4, но и там показ был отменён буквально в последнюю минуту (был показан эпизод «Once Upon a Tyne in New York»), несмотря на активный анонс в течение всей недели.

## Сюжет[1]
Кливленд с друзьями решают принять участие в сплаве на плотах (Stoolbend Floaterboat Race), но вскоре Кливленд решает выступить за другую команду.
Тем временем Роберте снится, что она — суперзвезда.

## Создание
Автор сценария:
Режиссёр:
Композитор:
Приглашённые знаменитости: Дэрил Холл (в роли ангела-хранителя Кливленда) и Джон Оатс (в роли дьявола-соблазнителя Кливленда)